# 44715 Paolovezzosi
44715 Paolovezzosi este o planetă minoră (asteroid) din centura de asteroizi. A fost descoperită pe 2 octombrie 1999 la osservatorio astronomico della Montagna Pistoiese⁠(d) de Andrea Boattini⁠(d). 
Obiectul prezintă o orbită caracterizată de o semiaxă mare de 2,1949528548189 UAi, o excentricitate de 0,19261518206822, o înclinație de 5,9890010837643 ° în raport cu ecliptica.